# Peter Gougaloff
Peter Gougaloff (bulgarisch Петър Георгиев Гугалов, Petar Georgiew Gugalow; * 11. Dezember 1929 in Ladschene, heute Ortsteil von Welingrad, Bulgarien; † 8. Mai 2025 in Berlin [?]) war ein bulgarischer Opernsänger (Tenor).

## Leben
Peter Gougaloff wurde  im Dorf Ladschene, das 1948 mit zwei anderen Dörfern zur Stadt Welingrad zusammengeschlossen wurde, als Sohn von Georgi Gugalow und dessen Frau Ana, einer Volkskundlerin, geboren. Er absolvierte von 1949 bis 1953 ein Studium der Sportmedizin an der Sport-Hochschule von Sofia und war gleichzeitig Solist im Akademischen Chor der Universität Sofia. Von 1953 bis 1955 war er als Dozent an der Sport-Hochschule in Sofia tätig und war gleichzeitig auch Sportlehrer an der Universität Sofia. In dieser Zeit wurde er auch bulgarischer Meister im Modernen Fünfkampf.
Nach einem zufälligen Treffen mit seinem ehemaligen Klassenkameraden Nikolaj Gjaurow, eines zunehmend bekannten bulgarischen Bassisten, und einem Vorsingen in Welingrad stellte ihn dieser dem bulgarischen Bariton Christo Brambarow (1907–1974) vor, der ihn zunächst in einem Fernstudium förderte, bevor sich Gougaloff in Deutschland von den Tenören Helge Roswaenge und Rudolf Dresslmair seine Stimme ausbilden ließ. Außerdem wurde er von dem Dirigenten Heribert Esser musikalisch ausgebildet. 1959 gewann er den Zweiten Preis bei einem Gesangswettbewerb in Wien. In der Spielzeit 1960/61 debütierte er, unter der Namensschreibung Peter Gugalow, an der Berliner Staatsoper, wo er im Februar 1961 als Turiddu in Cavalleria rusticana unter der musikalischen Leitung von Horst Stein seine erste Hauptrolle sang. Weitere Hauptrollen an der Berliner Staatsoper, an der er bis 1972 regelmäßig auftrat, waren Pinkerton in Madama Butterfly, Don José in Carmen, der Herzog von Mantua in Rigoletto, Radames in Aida und Hans in Die verkaufte Braut. 1969 wurde er von der Berliner Staatsoper zum Kammersänger ernannt. In der Spielzeit 1970/71 sang er an der Berliner Staatsoper den Turiddu an der Seite von Enriqueta Tarrés. Ab 1971 trat er in Deutschland und international als Peter Gougaloff auf. 
Ab der Spielzeit 1972/73 war er festes Ensemblemitglied der Deutschen Oper Berlin (DOB), wo er im September 1972 als Turiddu debütierte. In den fast 27 Jahren seines Engagements stand er an der Deutschen Oper Berlin in über 650 Vorstellungen auf der Bühne. Zu seinen Rollen dort gehörten Manrico in Il trovatore, Alvaro in La forza del destino, Radames in Aida, Canio in Pagliacci und die Titelpartie in Hoffmanns Erzählungen. Weitere Verdi-Rollen an der DOB waren u. a. Ismaele in Nabucco und Gabriele Adorno in Simone Boccanegra. An der DOB sang er aber auch den Gesangslehrer Alfred in der Operette Die Fledermaus. In der Spielzeit 1981/82 übernahm er in zwei musikalischen Neueinstudierungen die Rollen des Dr. Cajus in Falstaff und des Ismaele in Nabucco. In der Spielzeit 1983/84 sang er an der DOB den Arturo in Lucia di Lammermoor. In der Spielzeit 1983/84 trat er außerdem wieder als Dr. Cajus in Falstaff auf.
Ab Mitte der 80er Jahre wechselte Gougaloff ins Charakterfach. Er sang nunmehr u. a. Goro in Madama Butterfly, den Kaiser Altoum in Turandot und Spalanzani in Hoffmanns Erzählungen. 1993 sang er an der Deutschen Oper Berlin den Wirt in Der Rosenkavalier. Seine letzten Vorstellungen als festes Ensemblemitglied der Deutschen Oper Berlin sang Gougaloff in der Spielzeit 1997/98, in der er als Wirt in Der Rosenkavalier, als Richter in Un ballo in maschera und als Fürst Yamadori in Madama Butterfly besetzt war. Im März 1998 stand er als Aegisth in Elektra unter der musikalischen Leitung von Christian Thielemann noch einmal in zwei Vorstellungen auf der Bühne der Deutschen Oper Berlin. 1999 beendete er im Alter von fast 70 Jahren seine Bühnenlaufbahn.
Ab der Spielzeit 1964/65 war Gougaloff, anfangs ebenfalls noch als Peter Gugalow, neben seinem Engagement an der Staatsoper Berlin außerdem bis 1973 durchgehend am Staatstheater Braunschweig verpflichtet. In der Spielzeit 1970/71 sang er dort den Ernesto in einer Neuinszenierung der Oper Don Pasquale von Gaetano Donizetti. In der Spielzeit 1973/74 war er als Gast am Theater Bremen engagiert.
Gougaloff gastierte an der Nationaloper Sofia, an der Staatsoper Prag, an der Grand Opéra Paris, an den Staatsopern von Hamburg, München und Stuttgart, an der Oper Frankfurt, am Nationaltheater Mannheim und am Opernhaus Zürich. 1975 debütierte er an der San Francisco Opera als Hermann in Pique Dame und gab mit dieser Rolle gleichzeitig sein USA-Debüt.
Er trat beim Edinburgh Festival (1975 als Narraboth in Salome anlässlich eines Gastspiels der Deutschen Oper Berlin) und beim Maggio Musicale Fiorentino auf. 1975 sang er den Hermann auch am Bolschoi-Theater in Moskau. Von 1977 bis 1985 trat er an der Wiener Staatsoper (als Turiddu, als Hermann, als Stewa in Jenůfa, als Graf Elemer in Arabella und als Dr. Cajus in Falstaff) auf. Er gastierte weiters am Teatro Margherita in Genua (1978 als Hermann), an der „Piccola Scala“ in Mailand (1983 als Don Giovanni in Der steinerne Gast von Alexander Dargomyschski) und an der Oper von Rom (1988).
Gougaloff beherrschte ein Repertoire von etwa 50 Hauptrollen. Zu seinen Bühnenrollen gehörten insbesondere die heldischen Partien aus der italienischen, der deutschen und slawischen Opernliteratur. Er sang auch Wladimir in Fürst Igor, den Sergei in Lady Macbeth von Mzensk, den Pedro in Tiefland und den Foresto in Attila von Giuseppe Verdi. Er arbeitete u. a. mit den Dirigenten Joseph Keilberth, Roberto Benzi, Paul Ethuin, Giuseppe Patané, Thomas Schippers, Nino Sanzogno, Oliviero De Fabritiis, Gerd Albrecht, Lorin Maazel und Jesús López Cobos zusammen.
Nach seinem Abschied von der Bühne betätigte sich Gougaloff als Gesangspädagoge und widmete sich seinen Forschungen zur Funktionsweise der menschlichen Stimme. Zu seinen Schülern gehörten u. a. Wolfgang Millgramm und Johannes von Duisburg.
Gougaloff nahm einige Schallplatten bei den Labels Balkanton, DGG und Lévon auf. In einer 1977 bei der Deutschen Grammophon erschienenen Gesamtaufnahme der Oper Pique Dame sang er den Hermann unter der musikalischen Leitung von Mstislaw Rostropowitsch und an der Seite von Galina Wischnewskaja als Lisa.
Gougaloff war mit einer Biologin (†) verheiratet und Vater eines Sohnes († 2010). Seine beiden Zwillingsenkel überlebten ihn. Er starb im Mai 2025 im Alter von 95 Jahren. Die Trauerfeier für Gougaloff fand im Juni 2025 auf dem Friedhof „In den Kisseln“ in Berlin-Spandau statt.